# Microsicus variegatus
Microsicus variegatus är en skalbaggsart som först beskrevs av Leconte 1858.  Microsicus variegatus ingår i släktet Microsicus och familjen barkbaggar. Inga underarter finns listade i Catalogue of Life.